# La-152 (航空機)
La-152
- 用途：戦闘機
- 設計者：セミョーン・ラボーチキン
- 製造者：ラボーチキン設計局
- 運用者： ソビエト連邦
- 初飛行：1946年12月5日
- 生産数：1機
- 運用状況：試作のみ

La-152（又はIzdeliye 152）（ロシア語:Ла-152）は、ソ連のラボーチキン設計局が開発したジェット戦闘機である。DoDが割り当てたコードネームはType 4。1機が試作されたのみで実用化はされなかった。当機の派生としてLa-154及びLa-156、La-174TKがある。La-154についてもこのページにて解説する。

## 開発と設計
1946年夏、La-150の開発で得た成果を元に、より高い性能と整備性改善のため劇的な変更を加えたジェット戦闘機の開発を開始した。8.8 kN(2000 lbf)の推力のRD-10エンジンは機首まで移動され、胴体前方の底部に位置した。これにより吸気管の長さに起因する推力の低下を最小限に抑え、エンジンの交換を容易にした。コックピットは拡大され、ジェットノズル及び主翼と同じ位置に配置した。座席の後ろに装甲板を装備し、コックピット前方は装甲板と防弾ガラスでパイロットを保護した。3つの燃料タンクをコックピット前方に、もう1つは後ろに設置し、総容量は620 kg(1,370 lb)となった。取り外しの可能な中翼配置の主翼は、スパン方向に渡って異なる層流翼を用いた。各翼は単一のスパーによって支えられ、スロット付きのフラップとエルロンを有した。三輪式の降着装置は胴体に格納される方式を取ったが、これは左右の主脚の間隔が非常に狭くなる事を意味した。武装は当初N-37機関砲を2門装備する予定だったが、設計途中でNS-23機関砲4門に変更され、最終的には機首右側に2門、左側に1門の計3門を各50発で装備する事となった。

## 試験と評価
機体は1946年10月に完成し、12月5日にテストパイロットのE.I.フェドロフの手によって初飛行した。設計局の試験は1947年6月23日に完了した。La-152はヤコブレフ設計局のYak-15よりも優れた速度性能を有していたが、着陸時の走行安定性が悪く、未舗装の滑走路からの離陸は制限されていた。これらの不具合を改善し7月12日から採用試験が開始されたが、8度目の試験飛行を終え着陸のアプローチに入る際にエンジンが故障し、墜落したため破棄された。墜落で失われる前に出した最高速度は840 km/h (520 mph)だった。

## バリエーション
La-152 (Izdeliye 152)
最初の試作機。1946年12月5日初飛行。
La-152UTI (Izdeliye 152UTI)
複座練習機型。計画のみ。
La-154 (Izdeliye 154)
性能向上のためRD-10エンジンをリューリカTR-1エンジンに置き換えた型。他に機関砲の装弾数は75発に増加していた。1946年後半に開発を開始し、1947年9月には設計が完了し試作機の制作が始まったが、エンジンのテストの準備が出来ておらずプロジェクトはキャンセルされた。
La-156 (Izdeliye 156)
アフターバーナー機能を有したRD-10エンジンを搭載し、機体各部を改良した型。1947年3月1日初飛行。
La-174TK (Izdeliye 174TK)
La-154を元に、ロールスロイス ダーウェントエンジンを搭載し、翼型を更に薄くしたタイプ。1947年9月初飛行。

## 諸元
データソース：Gordon 2002

### La-152
諸元
- 乗員：1名
- 全幅：8.20 m
- 全長：9.04 m
- 全高：2.65 m
- 翼面積：12.15 m²
- 空虚重量：2,310 kg
- 全備重量：3,160 kg
- 発動機：RD-10×1
- 推力：8.8 kN（1,984 lbf , 900 kgf）

性能
- 最高速度：
  - 高度3000 mの場合：830 km/h
  - 高度5000 mの場合：840 km/h
- 着陸速度：165 km/h
- 航続距離：
  - 海抜：340 km
  - 高度5000 mの場合：495 km
  - 高度8500 mの場合：700 km
- 航続時間
  - 海抜：24.5 分
  - 高度5000 mの場合：55 分
  - 高度8500 mの場合：1 時間 18 分
- 上昇率：18.0 m/s
- 実用上昇限度：12,500 m
- 翼荷重：260.0 kg /m²
- 推力重量比：0.282
- 離陸滑走距離：796 m
- 着陸滑走距離：740 m

武装
- NS-23 23mm機関砲×3(各50発)